# Луций Силий Дециан
Луций Силий Дециан (на латински: Lucius Silius Decianus; † 102 г.) e политик и сенатор на Римската империя през 1 и началото на 2 век.
Произлиза от фамилията Силии. Син е на поета Силий Италик (консул 68 г.).
През 94 г. той е суфектконсул заедно с Тит Помпоний Бас. След това е curator operorum.